# La Benâte
La Benâte est une ancienne commune du Sud-Ouest de la France, située dans le département de la Charente-Maritime dans la région Nouvelle-Aquitaine, devenue le 1er janvier 2016 une commune déléguée au sein de la commune nouvelle d'Essouvert.
Ses habitants sont appelés les Benâtais et les Benâtaises.

## Géographie

### Communes limitrophes
| Courant | Lozay     |                    |
| Landes  | La Benâte | Saint-Denis-du-Pin |
|         | La Vergne |                    |

## Toponymie
Benâte serait un dérivé soit de Benedicta, que l'on traduit par béni, soit du mot Benastre, en latin bene astra, la bonne étoile au sens de chance.

## Administration

### Liste des maires
| Période                                  | Période | Identité        | Étiquette | Qualité   |
| ---------------------------------------- | ------- | --------------- | --------- | --------- |
| 2001                                     | 2015    | Pierre Geoffroy | UDI       | Ingénieur |
| Les données manquantes sont à compléter. |         |                 |           |           |

### Liste des maires délégués
| Période                                  | Période  | Identité        | Étiquette | Qualité   |
| ---------------------------------------- | -------- | --------------- | --------- | --------- |
| 1er janvier 2016                         | En cours | Pierre Geoffroy | UDI       | Ingénieur |
| Les données manquantes sont à compléter. |          |                 |           |           |

## Démographie

### Évolution démographique
L'évolution du nombre d'habitants est connue à travers les recensements de la population effectués dans la commune depuis 1793. À partir du 1er janvier 2009, les populations légales des communes sont publiées annuellement dans le cadre d'un recensement qui repose désormais sur une collecte d'information annuelle, concernant successivement tous les territoires communaux au cours d'une période de cinq ans. 
Pour les communes de moins de 10 000 habitants, une enquête de recensement portant sur toute la population est réalisée tous les cinq ans, les populations légales des années intermédiaires étant quant à elles estimées par interpolation ou extrapolation. Pour la commune, le premier recensement exhaustif entrant dans le cadre du nouveau dispositif a été réalisé en 2008,.
En 2013, la commune comptait 411 habitants, en évolution de −0,24 % par rapport à 2008 (Charente-Maritime : +3,32 %, France hors Mayotte : +2,49 %).
| 1793 | 1800 | 1806 | 1821 | 1831 | 1836 | 1841 | 1846 | 1851 |
| ---- | ---- | ---- | ---- | ---- | ---- | ---- | ---- | ---- |
| 401  | 400  | 440  | 435  | 501  | 541  | 548  | 560  | 567  |

| 1856 | 1861 | 1866 | 1872 | 1876 | 1881 | 1886 | 1891 | 1896 |
| ---- | ---- | ---- | ---- | ---- | ---- | ---- | ---- | ---- |
| 548  | 611  | 591  | 620  | 604  | 561  | 502  | 462  | 454  |

| 1901 | 1906 | 1911 | 1921 | 1926 | 1931 | 1936 | 1946 | 1954 |
| ---- | ---- | ---- | ---- | ---- | ---- | ---- | ---- | ---- |
| 418  | 441  | 435  | 396  | 375  | 358  | 353  | 347  | 355  |

| 1962 | 1968 | 1975 | 1982 | 1990 | 1999 | 2008 | 2013 | - |
| ---- | ---- | ---- | ---- | ---- | ---- | ---- | ---- | - |
| 340  | 316  | 259  | 288  | 354  | 402  | 412  | 411  | - |

### Pyramide des âges
La population de la commune est relativement jeune. Le taux de personnes d'un âge supérieur à 60 ans (17,2 %) est en effet inférieur au taux national (21,6 %) et au taux départemental (28,1 %).
Contrairement aux répartitions nationale et départementale, la population masculine de la commune est égale à la population féminine.
La répartition de la population de la commune par tranches d'âge est, en 2007, la suivante :
- 50 % d’hommes (0 à 14 ans = 24,8 %, 15 à 29 ans = 12,6 %, 30 à 44 ans = 23,8 %, 45 à 59 ans = 21,8 %, plus de 60 ans = 17 %) ;
- 50 % de femmes (0 à 14 ans = 21,4 %, 15 à 29 ans = 14,6 %, 30 à 44 ans = 23,8 %, 45 à 59 ans = 22,8 %, plus de 60 ans = 17,5 %).

| Hommes | Classe d’âge | Femmes |
| ------ | ------------ | ------ |
| 0,0    | 90 ans ou +  | 1,0    |
| 4,4    | 75 à 89 ans  | 7,8    |
| 12,6   | 60 à 74 ans  | 8,7    |
| 21,8   | 45 à 59 ans  | 22,8   |
| 23,8   | 30 à 44 ans  | 23,8   |
| 12,6   | 15 à 29 ans  | 14,6   |
| 24,8   | 0 à 14 ans   | 21,4   |

| Hommes | Classe d’âge | Femmes |
| ------ | ------------ | ------ |
| 0,5    | 90 ans ou +  | 1,5    |
| 8,6    | 75 à 89 ans  | 11,9   |
| 16,4   | 60 à 74 ans  | 17,1   |
| 21,3   | 45 à 59 ans  | 21,1   |
| 19,1   | 30 à 44 ans  | 18,5   |
| 16,8   | 15 à 29 ans  | 14,7   |
| 17,3   | 0 à 14 ans   | 15,1   |

## Personnalités liées à la commune
- Félix Bouffandeau, député français de 1906 à 1919.
- Bruno Guillon, animateur de radio.

## Photos

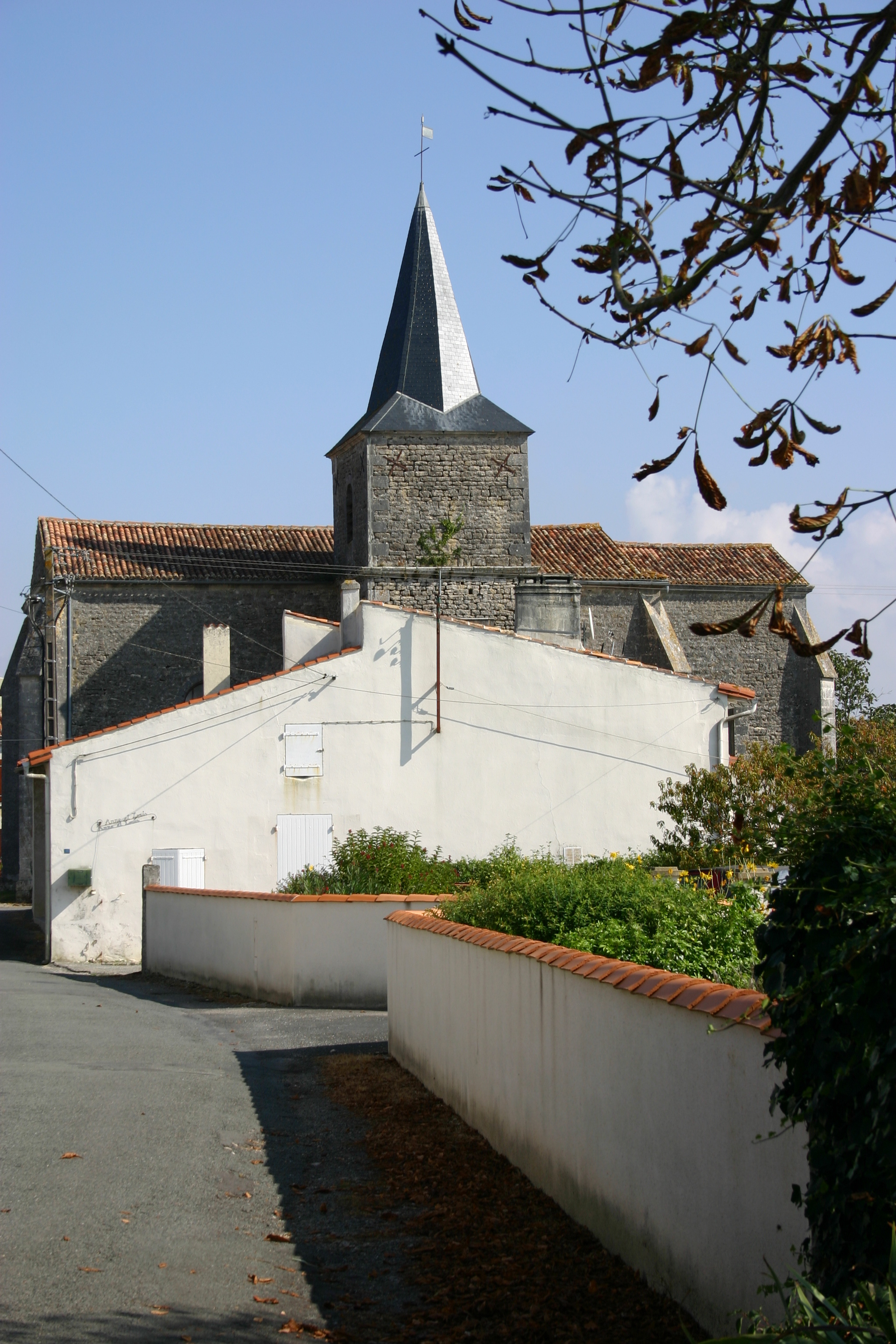
Église de La Benâte.
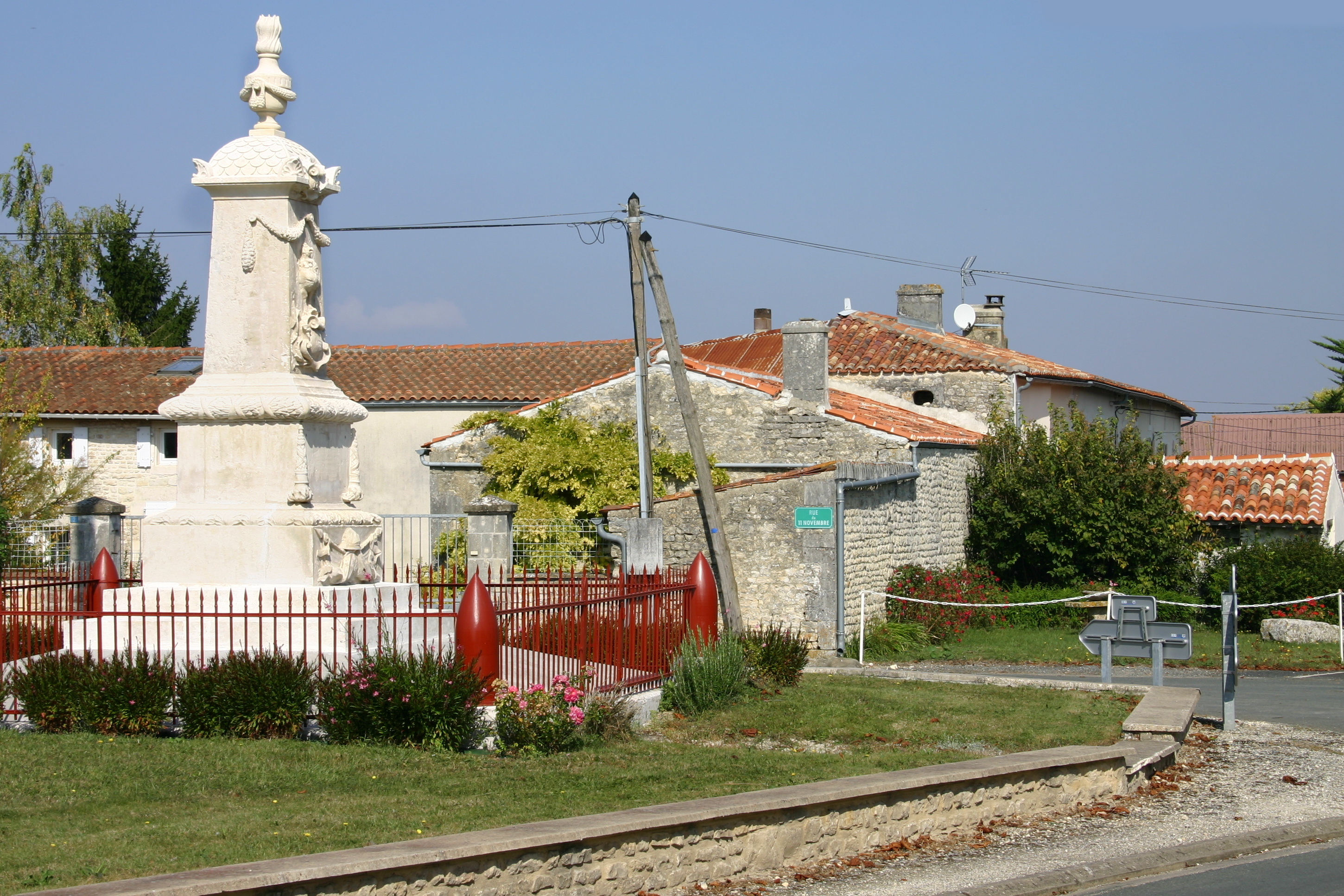
Monument aux morts.